# Callahan-Tunnel
Der Callahan-Tunnel (englisch Callahan Tunnel, offiziell Lieutenant William F. Callahan Tunnel) ist einer von drei Straßentunneln, die unter dem Boston Harbor in Boston im Bundesstaat Massachusetts der Vereinigten Staaten hindurchführen. Der Tunnel führt vom Bostoner North End zum Flughafen Logan International Airport sowie weiter auf die Massachusetts Route 1A in East Boston.
Der Tunnel wird üblicherweise nur in nordöstlicher Fahrtrichtung benutzt und nimmt mit dem Ende des Big Dig nur noch Verkehr von der I-93 in südlicher Fahrtrichtung nach der Einmündung des Storrow Drive auf. Der Tunnel war bis 2016 mautfrei zu benutzen. Seit 2016 wird für nicht-kommerzielle zweiachsige Fahrzeuge eine Gebühr von $1,50 mit einem Massachusetts E-ZPass erhoben, während von Nutzern ohne Massachusetts E-ZPass $1,75 verlangt werden. Fahrzeuge ohne EZ-Passes werden mit $2.05 via MassDOTs Pay By Plate MA Programm abgerechnet. Für Anwohner bestimmter Bostoner Postleitzahlenbereiche wird bei Verwendung des E-ZPass Transponders ein Rabatt auf $0,20 eingeräumt. Nach Süden gerichteter Verkehr fließt üblicherweise durch den etwas weiter nordwestlich parallel verlaufenden, mautpflichtigen Sumner-Tunnel.

## Alternative Strecken

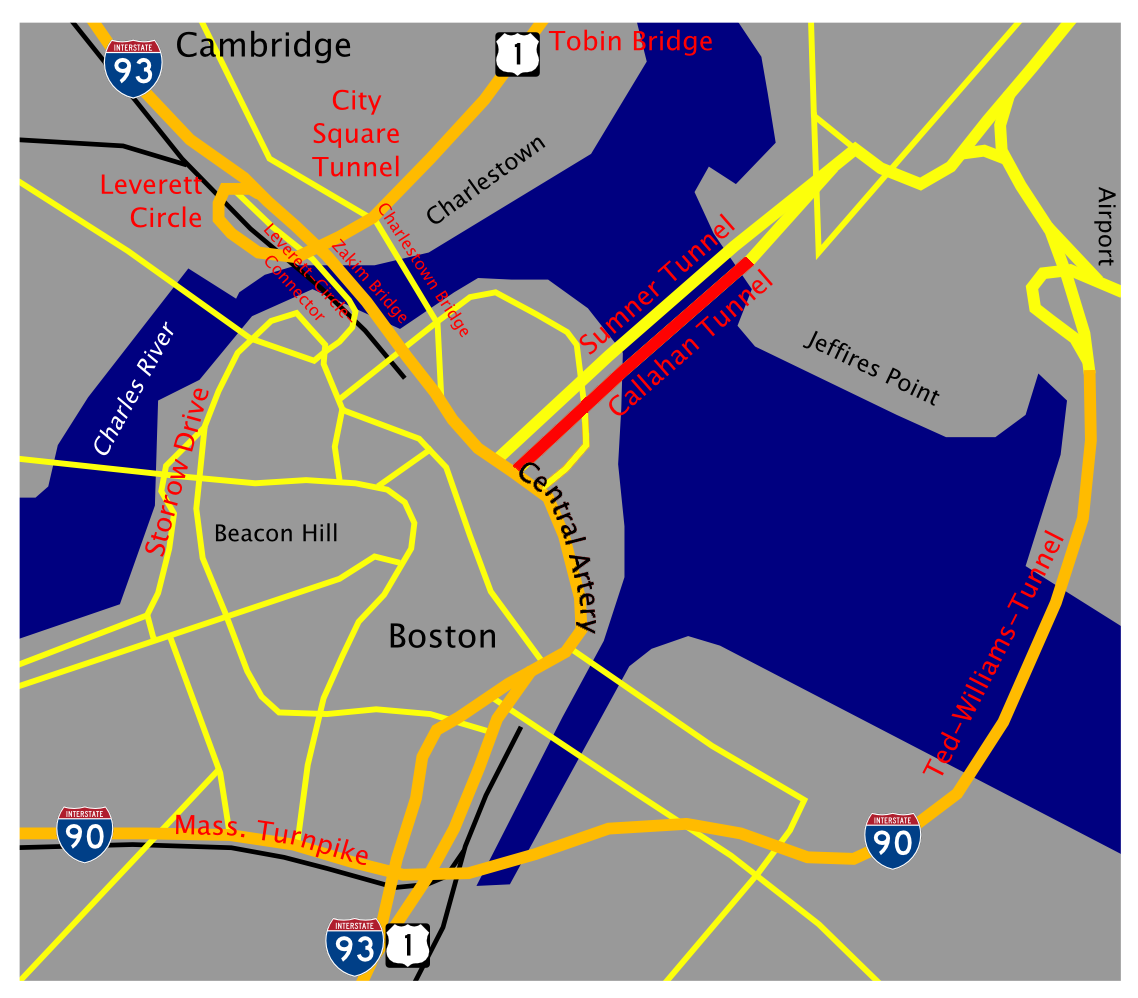
Verlauf des Tunnels (in Rot dargestellt)

Der Fernverkehr vom Flughafen mit Fahrtrichtung Süden verwendet normalerweise den neueren Ted-Williams-Tunnel, der den Anschluss an den Massachusetts Turnpike und die I-93 bietet.

## Geschichte
Der Tunnel wurde im Jahr 1961 eröffnet und ist nach dem kurz vor dem Ende des Zweiten Weltkriegs in Italien umgekommenen Sohn von William F. Callahan benannt, der Vorsitzender der ehemaligen Massachusetts Turnpike Authority war.
Ursprünglich kam im Callahan-Tunnel ebenso wie im Sumner-Tunnel ein System von Kontrollsignalen zum Einsatz, um eine der beiden Fahrspuren in die andere Fahrtrichtung umkehren zu können, falls der jeweils andere Tunnel aufgrund von Bauarbeiten oder Notfällen gesperrt werden musste. Mit der Errichtung des Ted-Williams-Tunnel im Zuge des Big Dig wurden diese Maßnahmen obsolet, blieben jedoch für alle Fälle in den Tunneln installiert.